# 360. Połączeni
360. Połączeni (ang. 360) – brytyjski melodramat z 2011 roku w reżyserii Fernando Meirellesa, zrealizowany w ramach międzynarodowej koprodukcji. Adaptacja sztuki Arthura Schnitzlera. Zdjęcia kręcono w Londynie, Paryżu, Wiedniu, Bratysławie i Minnesocie.
Światowa premiera filmu miała miejsce 12 września 2011 roku podczas 36. MFF w Toronto. Na ekrany polskich kin film wszedł 26 grudnia 2012 roku.

## Obsada
- Anthony Hopkins jako John
- Jude Law jako Michael Daly
- Rachel Weisz jako Rose
- Ben Foster jako Tyler
- Juliano Cazarré jako Rui
- Lucia Siposová jako Mirka
- Johannes Krisch jako Rocco
- Gabriela Marcinkova jako Anna
- Maria Flor jako Laura
- Dinara Drukarova jako Valentina
- Władimir Wdowiczenkow jako Sergei
- Marianne Jean-Baptiste jako Fran

i inni